# 아녀영웅전
아녀영웅전(중국어: 兒女英雄傳)은 청나라의 대표적 협의애정소설이다.

## 문강
청대(淸代) 협의애정소설(俠義愛情小說)의 대표작 ≪아녀영웅전(兒女英雄傳)≫의 작자는 문강(文康)이라고 알려져 있다. 일반적으로 중국 고전소설의 작자에 대해서 명확하게 알 수 있는 경우는 상당히 드물다. 문강의 경우도 비슷한 상황이다. 문강은 대략 18세기와 19세기가 교차되는 시기에 태어났고, 사망 연도는 1865년 이전일 것으로 추정된다. 그는 성이 비막(費莫)이고 자(字)는 철선(鐵仙)이며 호(號)는 회암(悔庵) 또는 연북한인(燕北閒人)으로 만주(滿洲) 양홍기(鑲紅旗) 사람이다. 문강은 본래 비막문강이라 불러야 하지만 만주족의 습관에 따라 성을 따로 붙이지 않고 호칭한다. 그는 대학사(大學士) 문양공(文襄公) 늑보(勒保)의 둘째 손자로 이번원낭중(理藩院郎中), 휘주지부(徽州知府), 군수(郡守) 등의 벼슬을 역임했고 주장대신(駐藏大臣)으로 발탁되었으나 병으로 인해 수행하지 못하고 사망했다고 알려진다. 문강은 혁혁한 가문 출신이었으나 말년에 자식들이 불초하여 집안이 몰락하게 되자 ≪아녀영웅전≫을 지으면서 마음을 달랬다.
그는 ≪홍루몽(紅樓夢)≫의 작자 조설근(曹雪芹)에 대하여 나름대로 불만을 가지고 있었던 것으로 보인다. ≪아녀영웅전≫ 중에 나타난 인물 형상을 통해 보면 그러한 점을 분명히 알 수 있다. ≪홍루몽≫은 청대의 비극적인 애정소설로 남녀 주인공들이 모두 나약한 존재로 묘사되고 있다. 그렇지만 문강은 ≪아녀영웅전≫에서 이상적인 남녀들을 제시하면서 해피엔드로 결말짓고 있다. 이러한 점은 행복한 결말을 선호하는 동양 문화의 정서를 명확하게 반영해 낸 것이다. 

## 소개
고전소설의 형식을 채용하여 인물 중심으로 이야기를 전개하는 ≪아녀영웅전≫은 우연성, 미신적 요소 등을 활용한다는 전형적인 특징을 지니고 있다. 그러나 언어 면에 있어서 표준어와 방언, 문언과 백화 등을 섞어 사용하여 독특한 가치를 지니고 있다고 평가된다. 지식인이 박학함을 과시하는 정련된 문장과 대중에게 매력을 느끼게 하는 이야기꾼의 통속적인 어조가 모두 반영되어 있다. 또 호방한 여성 영웅과 부드러운 남성 영웅의 등장 역시 기존 소설의 주인공들과는 다른 새로운 모습이다.
정통 유가(儒家)의 윤리를 매우 중시했던 작자는 자유롭고 호방한 성품의 여주인공을 통해 유교적 사상을 드러내기도 하며 남주인공의 아버지를 통해 과거 제도의 모순을 폭로하기도 한다. 50세가 다 되어서야 과거에 급제를 해서는 눈물을 주르르 흘릴 정도로 감격하는 안학해를 통해 수많은 인재들이 과거 시험을 준비하느라 고생했고 공명(功名)을 얻기 위해 힘들게 지냈음을 직접적으로 나타낸다. 그 밖에도 부패한 관리의 형상인 담이음(談爾音), 곽사단(?士端), 호현관(胡縣官)에 대해서도 매우 생동감 있게 묘사했다.
‘아녀’의 정을 지니고 있던 남주인공 안기는 결혼 후에 과거 급제를 통하여 ‘영웅’의 뜻을 성취하고, ‘영웅’의 역량이 충만했던 여주인공 하옥봉은 결혼한 후에 ‘아녀’의 정감을 회복하여 현모양처가 되는 것으로 묘사되고 있다. 두 명의 상반되는 인물을 결합하여 이상적인 인물 형상을 이루고자 한 것이다. 또한 ≪아녀영웅전≫에는 다양한 전고와 해박성이 나타나 있다. 더불어 민간에서 유행하는 속담도 인용하여 작품의 내용을 질적으로 향상시킨다. 곧 박식성과 대중성이 동시에 드러난 작품이라 할 수 있다.
작품에 등장하는 이야기꾼 설서인(說書人)의 통속적인 어조와 북경어는 물론 방언과 문언, 백화 등 다양한 문체가 담겨 어학교본으로 쓰이는 등 언어 면에서 비상한 관심을 모았다. 내용 면에서도 기존의 주인공들과는 차별화된 여성 영웅의 등장으로 흥미를 끈다.
- 김명신 역, 2009년, 지만지, ISBN 978-89-6228-324-2